# Predrag Ejdus
Predrag Ejdus, szerbül: Предраг Ејдус (Belgrád, 1947. július 24. – Belgrád, 2018. szeptember 28.) szerb színész.

## Fontosabb filmjei
- Mileva Ajnstajn (1972, tv-film)
- Polenov prah (1974)
- Cetiri dana do smrti (1976)
- Fürdőző Vénusz (Bal na vodi) (1985)
- Az aranyalma (Od zlata jabuka) (1986)
- Női történet (Zenska prica) (1987, tv-film)
- Argentin tangó (Tango argentino) (1992)
- Egykutya (Paket aranzman) (1995)
- Valaki más Amerikája (Someone Else's America) (1995)
- Rejtélyes bűnügyek: Egy jóravaló lány halála (Morte di una ragazza perbene) (1999, tv-film)
- A Harmadik Birodalom rablói (Pljacka Treceg rajha) (2004)
- Zuhanás a Paradicsomba (Pad u raj) (2004)
- Bela ladja (2007–2012, tv-sorozat, 43 epizódban)
- Ulica lipa (2008–2015, tv-sorozat, 17 epizódban)
- Botrány a Banca Romana-ban (Lo scandalo della Banca Romana) (2010, tv-film)
- Félve szeretni (Paura d'amare) (2010, tv-sorozat)
- A balkáni eső illata (Miris kise na Balkanu) (2010–2011, tv-sorozat)
- Redemption Street (2012)
- Kad svane dan (2012)
- Brat Deyan (2015)
- Newcomer (2015)
- Izgrednici (2017)